# The Children's Investment
The Children's Investment is een hedgefonds in Londen. 
The Children's Investment (ook wel afgekort tot TCI) is in januari 2004 gestart met een vermogen van ongeveer 7 miljard dollar. Christopher Hohn staat aan het hoofd van het fonds. De naam van het hedgefonds komt van de jaarlijkse donatie van 0,5 tot 1 procent van het totale beheerde vermogen aan liefdadigheid. Met de 18 miljoen dollar aan liefdadigheid in het eerste jaar is het een van de grootste donateurs in het Verenigd Koninkrijk.

## Activistische aandeelhouder
The Children's Investment staat bekend als een activistische aandeelhouder. Het heeft als grote aandeelhouder in de Deutsche Börse de overname van de London Stock Exchange geblokkeerd. Onder leiding van The Children's Investment lieten de aandeelhouders van Deutsche Börse weten dat men de prijs die het wilde betalen voor de LSE veel te hoog vond. De bestuursvoorzitter Werner Seifert zag zich gedwongen op te stappen in 2005.
In Nederland is het fonds bekend als de partij die de overname van ABN AMRO heeft gestimuleerd. Het vroeg in 2007 het management van ABN AMRO zich te oriënteren op een overname door een grotere bank óf zichzelf op te splitsen en in delen te verkopen. Er was geen vertrouwen meer aanwezig dat het management van de bank zelf in staat zou zijn om waarde te genereren. Indien het management geen gehoor zou geven kondigde TCI aan de kwestie aan te kaarten op de aandeelhoudersvergadering. Met een relatief bescheiden belang van TCI van 1 procent in de bank had het hedgefonds het recht om agendapunten op de aandeelhoudersvergadering te zetten.